# Ulica Jana Surzyckiego w Krakowie
Ulica Jana Surzyckiego – ulica w Krakowie, położona w całości w administracyjnej dzielnicy XII Podgórze.

## Przebieg
Ulica zaczyna swój bieg na przy skrzyżowaniu z ulicą Lipską, Golikówską i ulicą Mierzeja Wiślana, gdzie staje się fizycznym przedłużeniem tej pierwszej. Ulica od swojego początku biegnie w kierunku wschodnim w kierunku skrzyżowania z ulicą Albatrosów, Konstantego Brandla i Rybitwy, by tam zakończyć bieg. Jej przedłużeniem w tamtym miejscu staje się ta trzecia.

## Infrastruktura
Ulicę Jana Surzyckiego tworzy czteropasmowa (w niektórych fragmentach sześciopasmowa) ulica z ulokowanym pasem zieleni, oddzielającym obie jezdnie ulicy. W ciągu ulicy znajdują się dwa przystanki autobusowe należący do MPK Kraków – „Surzyckiego” oraz „Albatrosów”, a także pawilony handlowo-usługowe wypełniające w znacznej części otoczenie ulicy oraz osiedla mieszkaniowe.